# Egirina
La egirina o acmita es un mineral inosilicato piroxeno. Se describió por primera vez en 1835 por una ocurrencia en Rundemyr, Øvre Eiker, Buskerud, Noruega. Aegirine recibió el nombre por Ægir, el dios teutónico del mar. Un sinónimo del mineral es acmite (del griego ἀκμή "punto, borde") en referencia a los típicos cristales puntiagudos.

## Características químicas
La fórmula química es NaFe+3Si2O6. además, suele llevar impurezas que le dan distintas tonalidades, como son: Al, Ti, V, Mn, Mg, Ca, K, Zr, Ce.

## Formación y yacimientos
Encontrado comúnmente en rocas ígneas de propiedades alcalinas, particularmente en las sienitas (compuestas de un feldespato alcalino y un mineral ferromagnésico) y las sienitas pegmatitas.
También se presenta en los esquistos, siendo generalmente de color verde oscuro o negro verdoso.